# Sanctuaire d'Ōsugi
 (avril 2024).
La mise en forme du texte ne suit pas les recommandations de Wikipédia : il faut le « wikifier ».
Les points d'amélioration suivants sont les cas les plus fréquents. Le détail des points à revoir est peut-être précisé sur la page de discussion.
- Les titres sont pré-formatés par le logiciel. Ils ne sont ni en capitales, ni en gras.
- Le texte ne doit pas être écrit en capitales (les noms de famille non plus), ni en gras, ni en italique, ni en « petit »…
- Le gras n'est utilisé que pour surligner le titre de l'article dans l'introduction, une seule fois.
- L'italique est rarement utilisé : mots en langue étrangère, titres d'œuvres, noms de bateaux, etc.
- Les citations ne sont pas en italique mais en corps de texte normal. Elles sont entourées par des guillemets français : « et ».
- Les listes à puces sont à éviter, des paragraphes rédigés étant largement préférés. Les tableaux sont à réserver à la présentation de données structurées (résultats, etc.).
- Les appels de note de bas de page (petits chiffres en exposant, introduits par l'outil «  Source ») sont à placer entre la fin de phrase et le point final[comme ça].
- Les liens internes (vers d'autres articles de Wikipédia) sont à choisir avec parcimonie. Créez des liens vers des articles approfondissant le sujet. Les termes génériques sans rapport avec le sujet sont à éviter, ainsi que les répétitions de liens vers un même terme.
- Les liens externes sont à placer uniquement dans une section « Liens externes », à la fin de l'article. Ces liens sont à choisir avec parcimonie suivant les règles définies. Si un lien sert de source à l'article, son insertion dans le texte est à faire par les notes de bas de page.
- La présentation des références doit suivre les conventions bibliographiques. Il est recommandé d'utiliser les modèles {{Ouvrage}}, {{Chapitre}}, {{Article}}, {{Lien web}} et/ou {{Bibliographie}}. Le mode d'édition visuel peut mettre en forme automatiquement les références.
- Insérer une infobox (cadre d'informations à droite) n'est pas obligatoire pour parachever la mise en page.

Pour une aide détaillée, merci de consulter Aide:Wikification.
Si vous pensez que ces points ont été résolus, vous pouvez retirer ce bandeau et améliorer la mise en forme d'un autre article.
Le sanctuaire d'Ōsugi (大杉神社, Ōsugi Jinja) est un sanctuaire shinto situé à Aba, dans la ville d'Inashiki, préfecture d'Ibaraki.
Il est connu sous le nom de Nikkō Tōshō-gū d'Ibaraki en raison de ses somptueux bâtiments, et est affectueusement appelé Anba-sama.
Historiquement, le sanctuaire portait des noms tels que Ōsugi Dai-myōjin, Ōsugi Daigongen, et Imamiya Ōsugi Dai-myōjin. Son classement antérieur était celui d'un sanctuaire de village. Il est actuellement désigné comme Beppyo Jinja par l'Association des sanctuaires shinto. Il est le sanctuaire principal pour environ 670 sanctuaires Ōsugi, répartis dans les régions de Kantō et de Tōhoku.

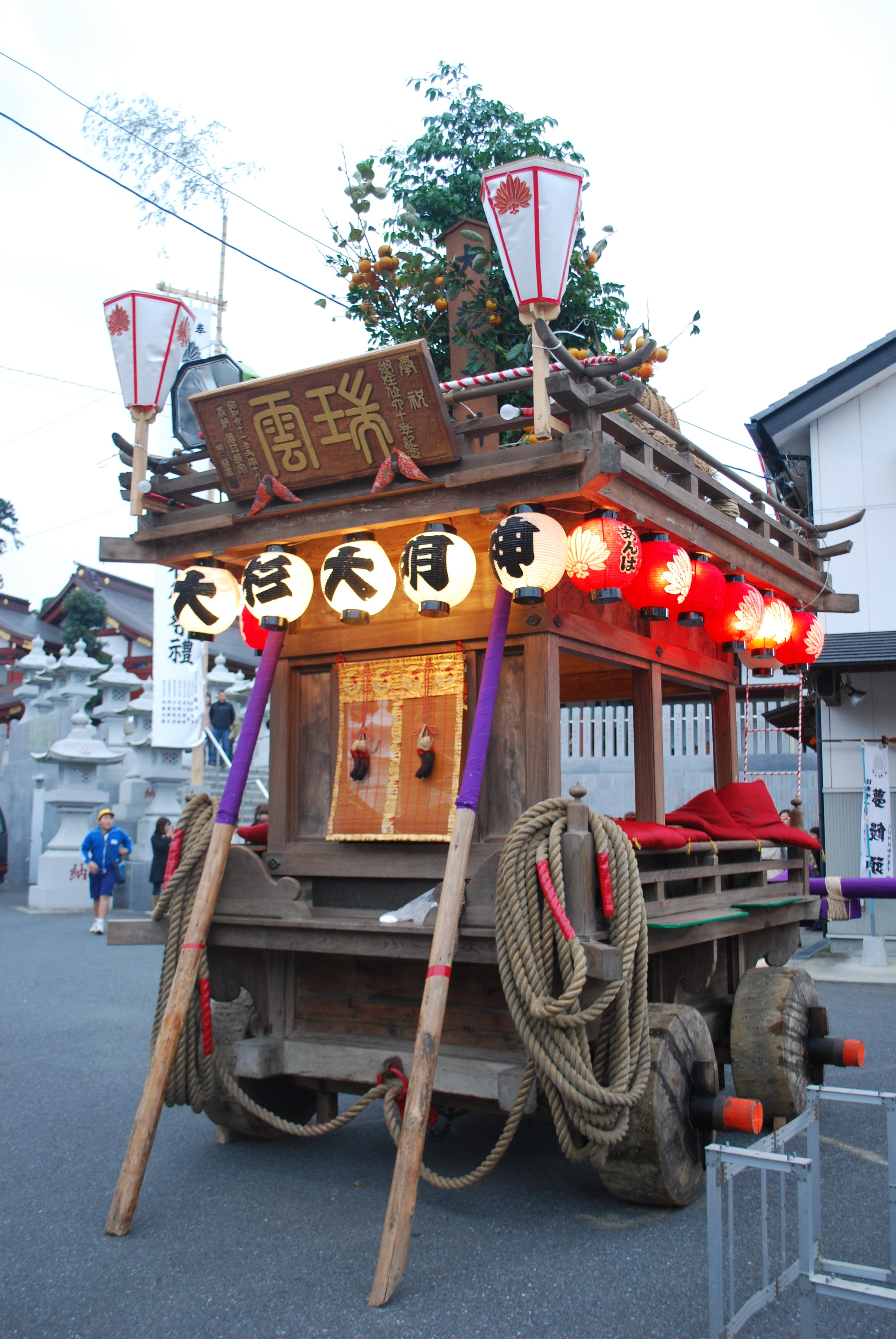
Awa flotte au festival du sanctuaire d'Ōsugi

## Divinités vénérées
Divinité principale
Yamato Omononushi Kushimikatama no Mikoto
Enchâssé
Okuninushi-no-Mikoto et Sukunahikona-no-Mikoto
Initialement, le sanctuaire consacrait Yamato Ōmono Nushi Kushi Mikatama no Mikoto du sanctuaire Ōmiya dans la province de Yamato. En 1241, Ōkuninushi no Mikoto et Sukunahikona-no-Mikoto furent également consacrés au Imamiya-jinja. La configuration des divinités reflète celle du sanctuaire Ōmiya. Le nom du sanctuaire dérive d'un grand arbre Cryptomeria japonica situé dans son parc, qui faisait à l'origine partie d'un trio de cèdres nommés Tarōsugi, Jirōsugi et Saburōsugi, bien que Tarōsugi ait été détruit par un incendie en 1778.
Le sanctuaire est également associé aux tengu, créatures mythiques du folklore japonais, en particulier le « Hana-taka Tengu » et le « Karasu Tengu ». Durant l'ère Bunji (1185-1189), un serviteur de Minamoto no Yoshitsune nommé Hitachibō Kaison (ja) a accompli divers miracles attribués à la vertu divine du grand cèdre. Cela a conduit à croire que les prières faites par l'intermédiaire de Kaison seraient exaucées par la grande divinité du cèdre. Kaison, ressemblant à un tengu, a contribué à établir la croyance du tengu à travers son image, conduisant à la reconnaissance de Hana-taka Tengu et Karasu Tengu comme divinités gardiennes. Hana-taka Tengu est connu comme le « Tengu qui exauce les souhaits » et Karasu Tengu comme le « Tengu qui accorde », censé accorder des bénédictions et exaucer les souhaits.
Le sanctuaire est dédié à une divinité rarement vénérée connue sous le nom d'Anba-sama.

## Histoire
Le sanctuaire d'Ōsugi, historiquement central dans l'ancien système kuni no miyatsuko de la province d'Uda, est le plus important pour vénérer l'Ukami kuni no miyatsuko (ja). Situé dans la région d'Awa, près des mers Shinoda Ryūkai et Enoura Ryūkai, il a servi de repère de navigation grâce à un grand cèdre, respecté par les pêcheurs locaux.

### Toponymie et mythes
Selon le Hitachi no Kuni Fudoki (ja), Norihama et Aba no Shima étaient des points de repère importants pour l'Empereur Yamato Takeru. Aba no Shima en particulier est lié à une légende où la fumée signalant la présence de bandits a été aperçue, conduisant à des actes héroïques par Takekazama no Mikoto. La zone est également liée aux villes de Takada et Norihama, connues pour leur importance géographique et historique.

### Fondation et miracles
Fondé en 767, le sanctuaire a été marqué par des miracles durant des épidémies, grâce à l'intervention du moine Shōdō Shōnin, qui a utilisé le cèdre local comme arbre sacré. En 796, le sanctuaire a gagné en importance lorsque Kaiken Ajari a invité des divinités pour apaiser les tensions lors d'un conflit royal.

### Époque médiévale et moderne
Au Moyen Âge, Ōsugi Daimyojin est apparu pour aider Minamoto no Yoshitsune contre le clan Taira. Des événements majeurs, y compris des incendies destructeurs en 1778 et 1798, ont conduit à des reconstructions fréquentes. Le sanctuaire a subi une transformation significative après la Restauration Meiji, se convertissant en un bureau de sanctuaire en 1871 et continuant d'évoluer jusqu'à son classement comme sanctuaire spécial en 1982.
Les efforts de reconstruction modernes, y compris le Grand Projet de Construction de l'ère Heisei commencé en 1996, ont culminé avec la restauration du bâtiment du sanctuaire en 2006, affirmant sa place comme un site de patrimoine durable et vénéré.

## Terrain du sanctuaire
Les noms des divinités consacrées sont répertoriés sur des panneaux explicatifs dans l’enceinte du sanctuaire.
- Un sanctuaire situé au nord-ouest de l'enceinte du sanctuaire.

Divinités consacrées au sanctuaire Okuni : Okuninushi-no-Mikoto et Kotoshironushi -no-
Divinité du sanctuaire d'Ise - Amaterasu Omikami
Divinité du sanctuaire Hakusan Kukurihime (ja)
Divinités vénérées dans les quatre sanctuaires - Ame-no-Minakanushi, Takamimusubi, Kamimusubi Amaterasu Omikami Kaminao-no-Kami (ja) et O-nao-no-Kami (ja)
Divinité du sanctuaire Tenmangu - Sugawara no Michizane
- Un sanctuaire situé au sud-est de l'enceinte du sanctuaire.

Inari-jinja (Shoichii Ryūshin Sōsei Saisho Inari Daimyojin) Divinité - Ukemome
Divinité du sanctuaire Katsuma - Inconnu
Sanctuaire Aioi
- L'album photo du sanctuaire de la préfecture d'Ibaraki répertorie trois sanctuaires comme suit : le sanctuaire Inari (Ukemochi no Mikoto), le sanctuaire Hakusan (Kukurihime no Mikoto) et le sanctuaire Okuni (Onamochi no Mikoto, Sukunahikona no Mikoto).
- La branche Inashiki de l'Association des sanctuaires préfectoraux d'Ibaraki compte quatre sanctuaires : le sanctuaire Inari, le sanctuaire Hakusan, le sanctuaire Okuni et le sanctuaire Isose.

### Sanctuaire Katsuma
Le sanctuaire Katsuma est situé au sud-est du parc du sanctuaire. La divinité consacrée est inconnue.
Son ancien nom était « Magisha » et elle a sa propre histoire ancienne. Bareki désigne les solives d'une écurie (les poutres transversales qui soutiennent les planches du plancher), et par extension fait référence à une mangeoire ou à l'écurie elle-même. Umatakagami est la divinité gardienne des chevaux et est également connue sous le nom de Umayanokami (ja) (dieu de l'Écurie)), et fait partie des croyances populaires dans diverses régions.
Pendant la période Heian, le ranch Shinda Horse (mentionné dans l'Engishiki) était situé à Miho, l'un des différents ranches (ja) dans la province de Hitachi (ranchs sous la juridiction du ministère des Affaires militaires), et un sanctuaire y fut établi en 862 pour protéger les chevaux. Lorsque le pâturage des chevaux fut aboli à la fin de la période Heian, il passa par Inashiki, puis a déménagé sur le terrain du sanctuaire d'Ōsugi pendant la période Kamakura. Il y avait autrefois une piste de courses de chevaux derrière le temple Annon-ji (Okuyama), où des courses de chevaux avaient lieu jusqu'au début de la période Showa. Le sanctuaire en pierre était enchâssé dans un lieu surplombant la piste. Avec la disparition des chevaux de ferme, le sanctuaire a été oublié, mais en 2002 un bâtiment du sanctuaire a été construit sur le même site et le sanctuaire y a été déplacé.
Actuellement, les gens de la Japan Racing Association (ja) (JRA) Centre de formation Miho (ja), qui est situé sur le site de l'ancien ranch de chevaux Shinta, viennent offrir des prières pour l'année, aux côtés de celles du siège. Il est également bien connu des amateurs de courses hippiques. D'ailleurs, le cheval sacré (ja) actuellement utilisé lors du festival du sanctuaire d'Ōsugi est emprunté au centre de formation Miho car le fermier n'a plus de chevaux. De nombreux fers à cheval ont été donnés devant le sanctuaire, et il existe également des charmes rares tels que des « charmes de cheval gagnant », des « plaques votives en fer à cheval » et des « charmes de crinière ».

## Sanctuaires filiaux
Le sanctuaire d'Ōsugi possède de nombreux sanctuaires filiaux répartis à travers le Japon. Ces sanctuaires filiaux ont historiquement reçu leurs divinités par le biais des pratiques de bunrei (分霊), où un esprit de la divinité est divisé et transféré, et de kanjō (勧請), l'invitation rituelle d'une divinité dans un nouveau sanctuaire. Ce réseau de sanctuaires a contribué à diffuser l'influence culturelle et religieuse du sanctuaire d'Ōsugi, en faisant une figure pivot dans les pratiques shintoïstes régionales.

### Région du Tohoku
sanctuaire d'Ōsugi (ville de Kesennuma) ( Machiura, ville de Kesennuma, préfecture de Miyagi)

### Région du Kanto
Il existe actuellement sept sanctuaires secondaires dans la préfecture d'Ibaraki qui sont des sanctuaires parapluie de l'Association des sanctuaires shinto.
- sanctuaire d'Ōsugi (ville de Hitachi-Omiya) (Kami-Oga, ville de Hitachi-Omiya, préfecture d'Ibaraki )[3]
- sanctuaire d'Ōsugi (ville d'Ibaraki) (Shimoishizaki, ville d'Ibaraki, district de Higashiibaraki, préfecture d'Ibaraki )
- sanctuaire d'Ōsugi (ville de Tsuchiura) (Kamitakatsu, ville de Tsuchiura, préfecture d'Ibaraki ) Divinité – Okuninushi no Mikoto. Anciennement une entreprise non classée. Fondée à l'époque d'Edo.
- sanctuaire d'Ōsugi (ville de Tsukuba) ( Nishihiratsuka, ville de Tsukuba, préfecture d'Ibaraki ) Divinité – Omononushi no Mikoto. Ancien sanctuaire du village. Origine inconnue.
- sanctuaire d'Ōsugi (ville de Ryūgasaki) (Kawaharadai-cho, ville de Ryūgasaki, préfecture d'Ibaraki ) Divinité – Omononushi-no-Mikoto. Anciennement une entreprise non classée. Fondée en 1882.
- sanctuaire d'Ōsugi (ville de Yuki) (Yuki, ville de Yuki , préfecture d'Ibaraki )
- sanctuaire d'Ōsugi (ville de Sakai) (Wakabayashi, ville de Sakai, district de Sarushima, préfecture d'Ibaraki )
- sanctuaire d'Ōsugi, Saitama (ja) (Nakafukuoka, ville de Fujimino, préfecture de Saitama, Fukuoka Shinden)
- sanctuaire d'Ōsugi (ville de Tochigi) (salle Fujiokacho , ville de Tochigi, préfecture de Tochigi)

### Région du Chubu
- sanctuaire d'Ōsugi (ville de Kiyosu) (ville de Kiyosu, préfecture d'Aichi)

### Kinki
- sanctuaire d'Ōsugi ( Shimoaiba, Fujiwara-cho, ville d'Inabe, préfecture de Mie)[4]
- sanctuaire d'Ōsugi ( Kitahara Ryugu ) ( Munamachi, ville de Hikone, préfecture de Shiga )[5]
- sanctuaire d'Ōsugi (ville de Maizuru) ( Sugiyama, ville de Maizuru, préfecture de Kyoto )[6]
- sanctuaire d'Ōsugi (ville de Shinonsen) ( Kudoyama, ville de Shinonsen, district de Mikata, préfecture de Hyogo )[7]

## Galerie

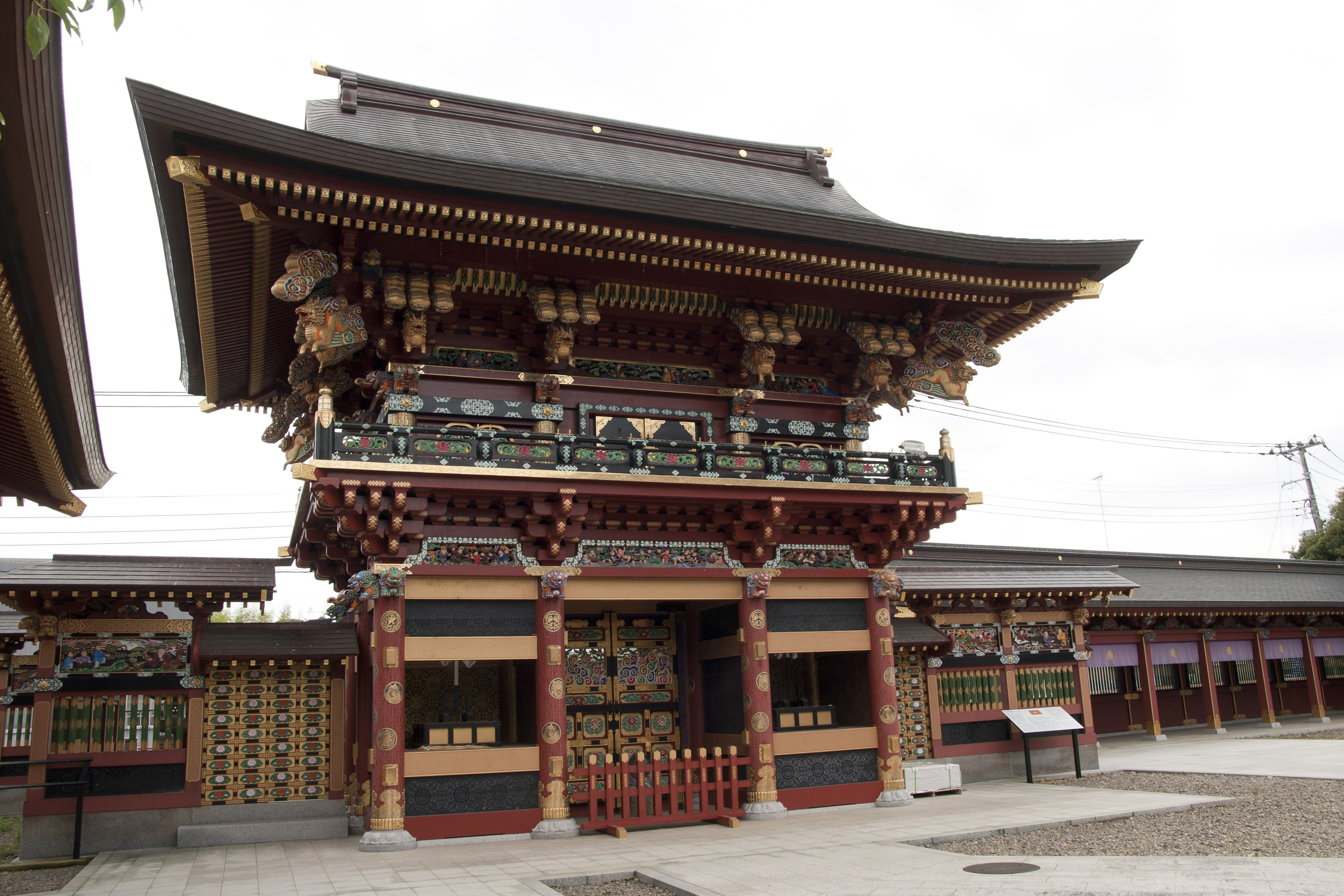
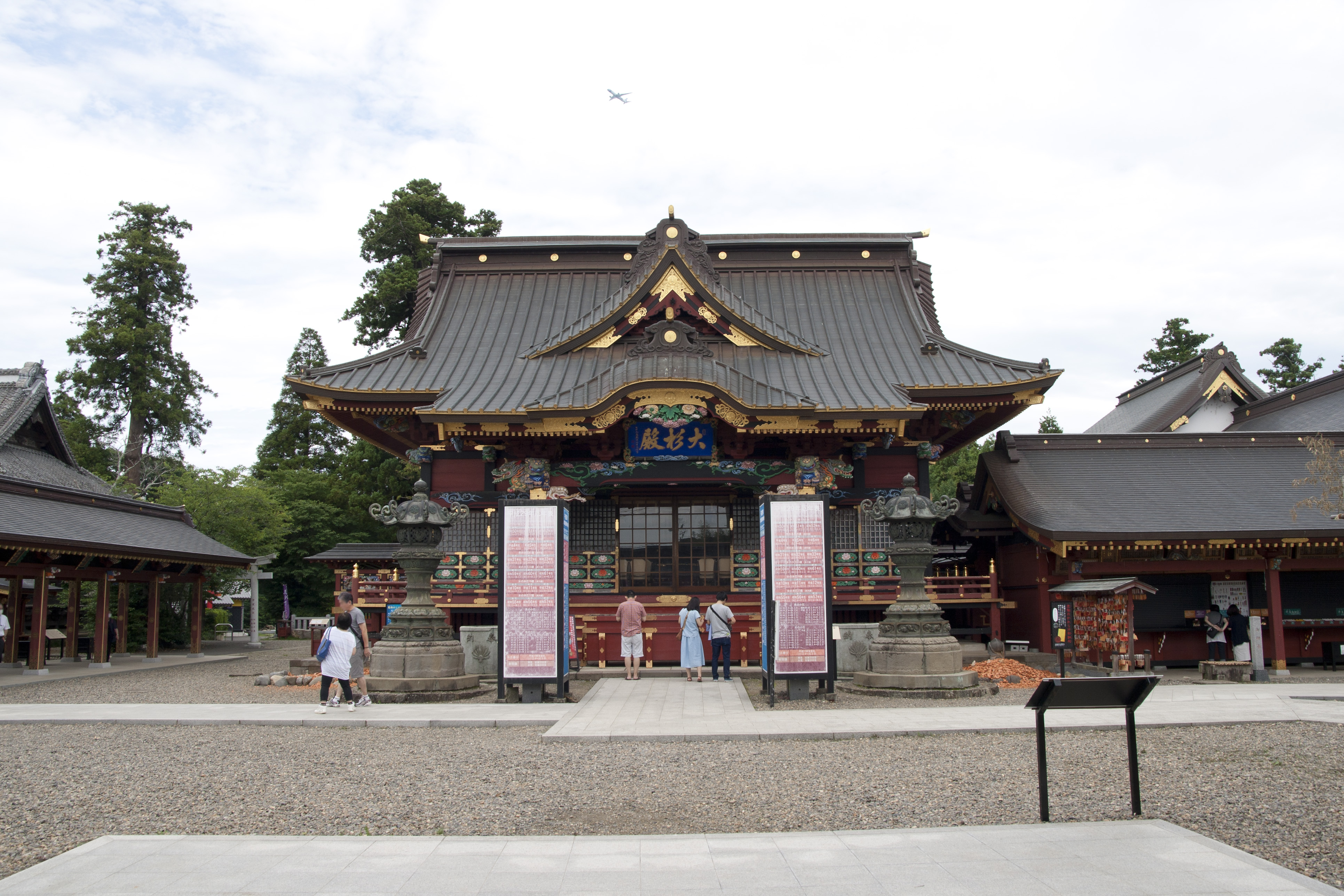
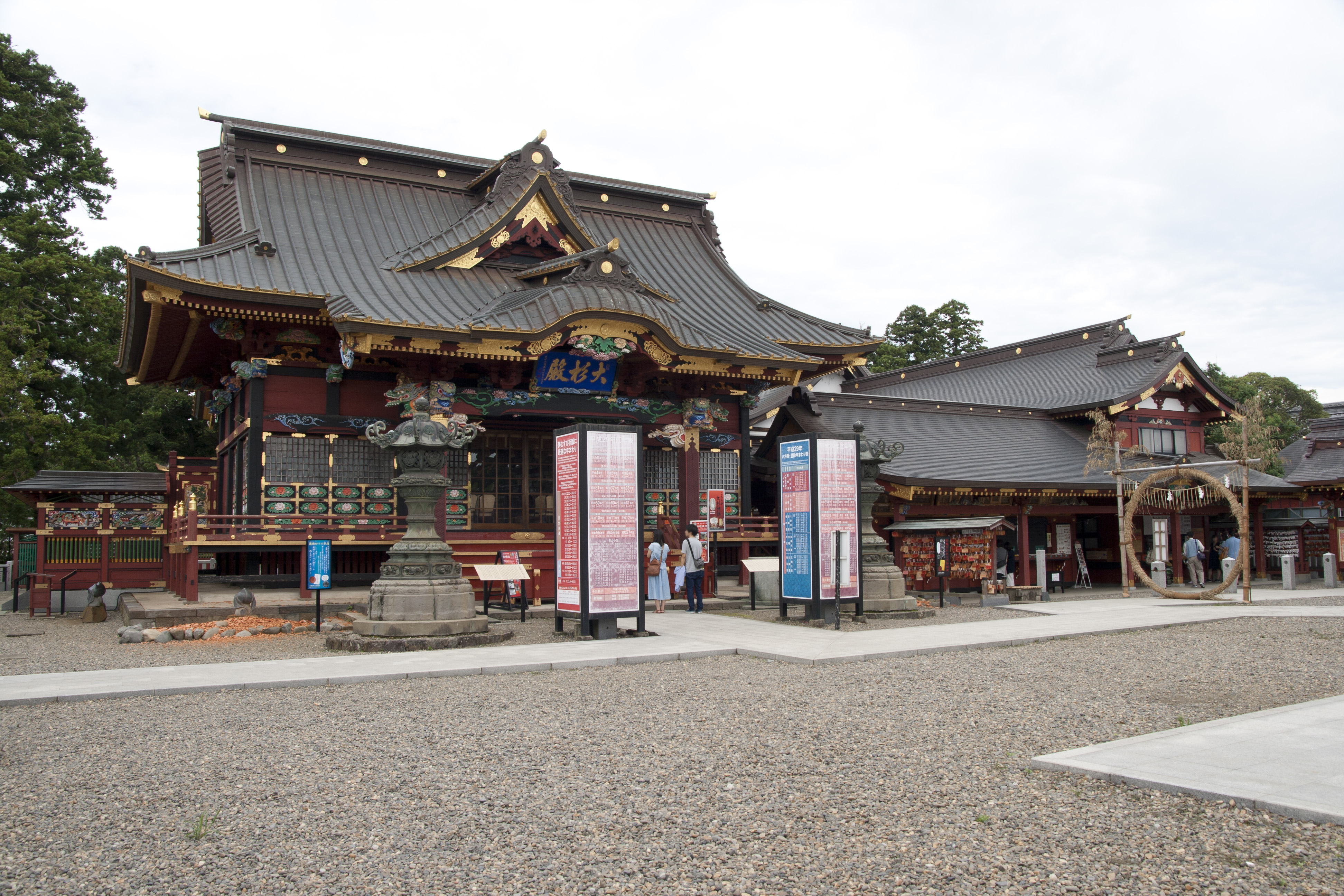
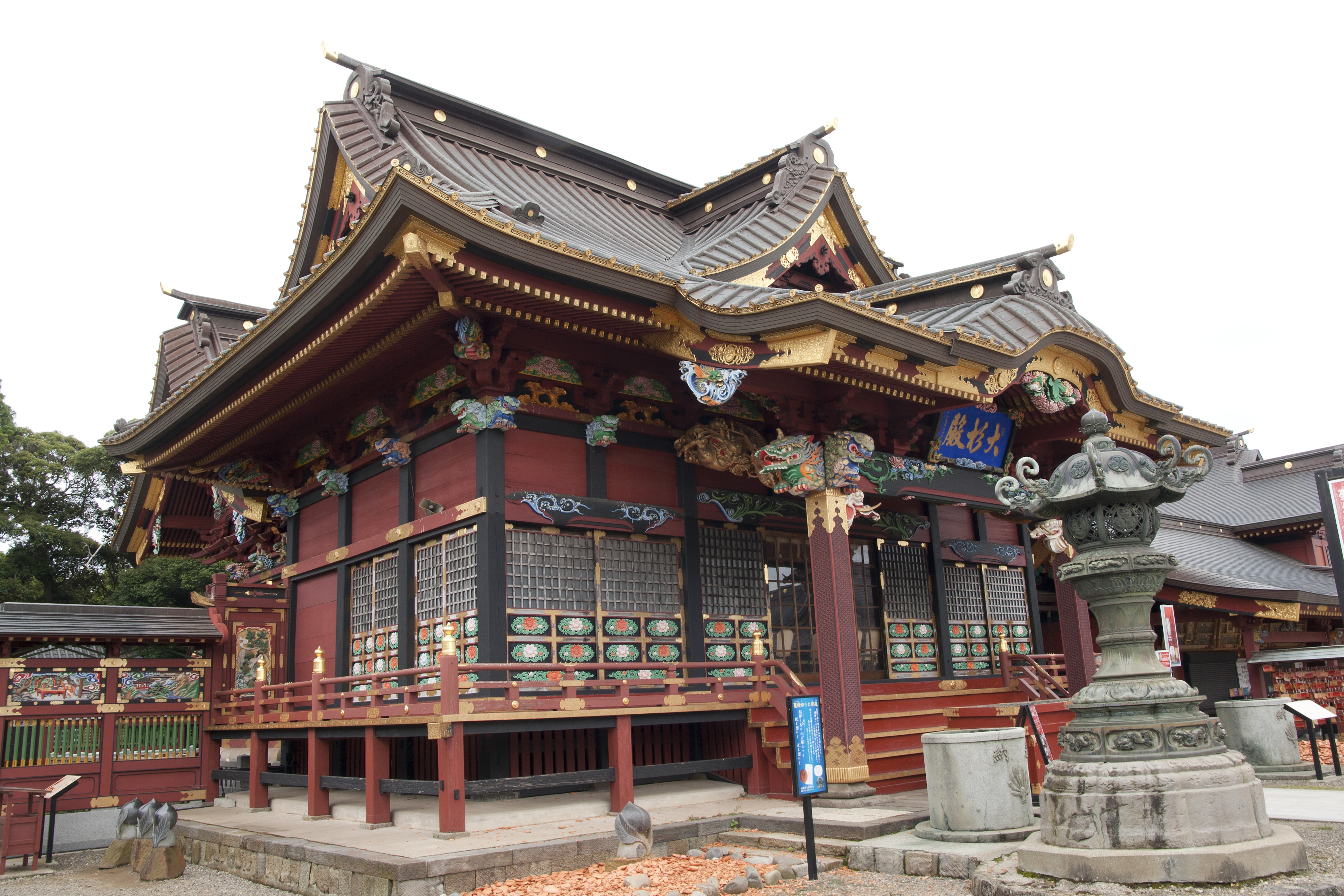
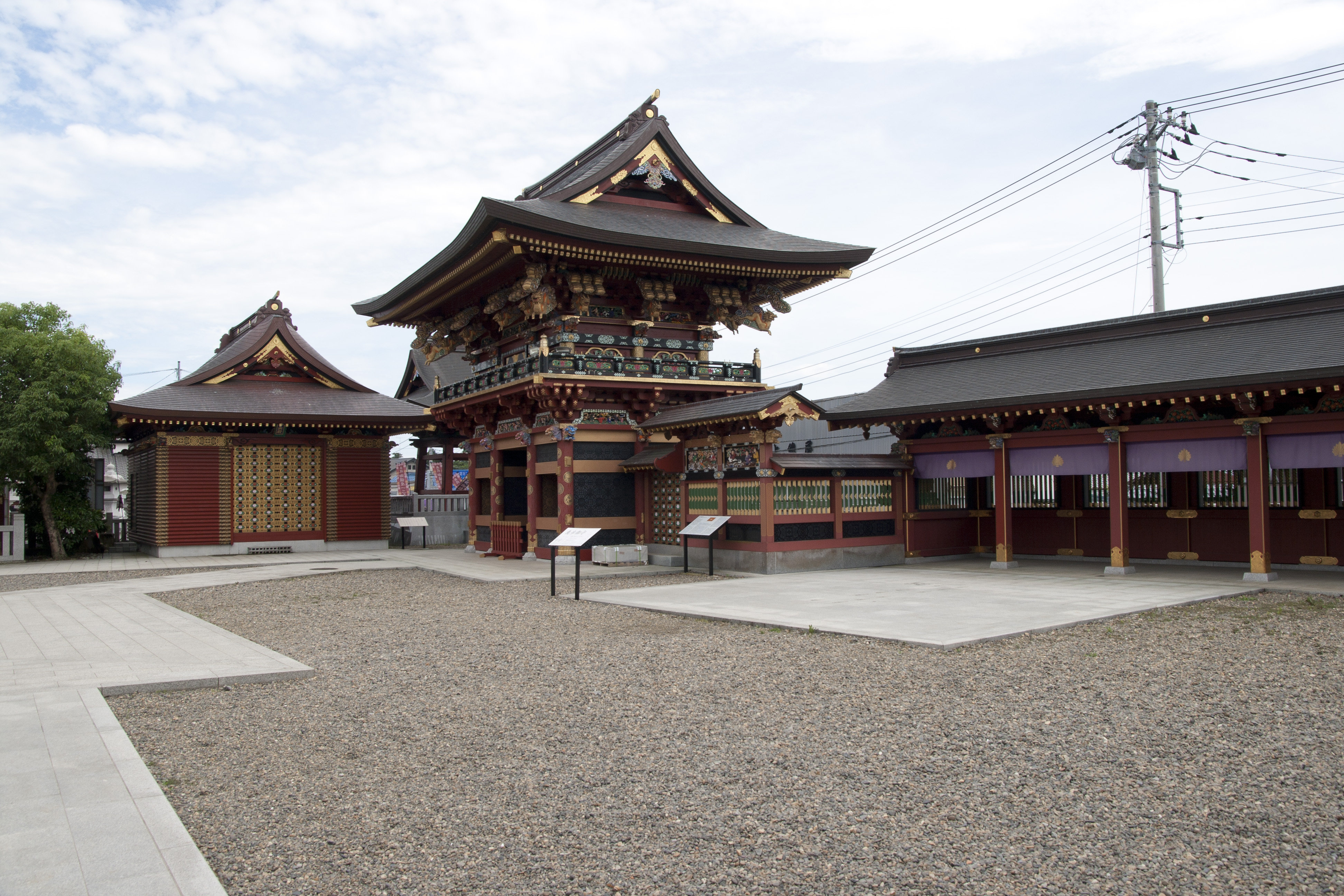
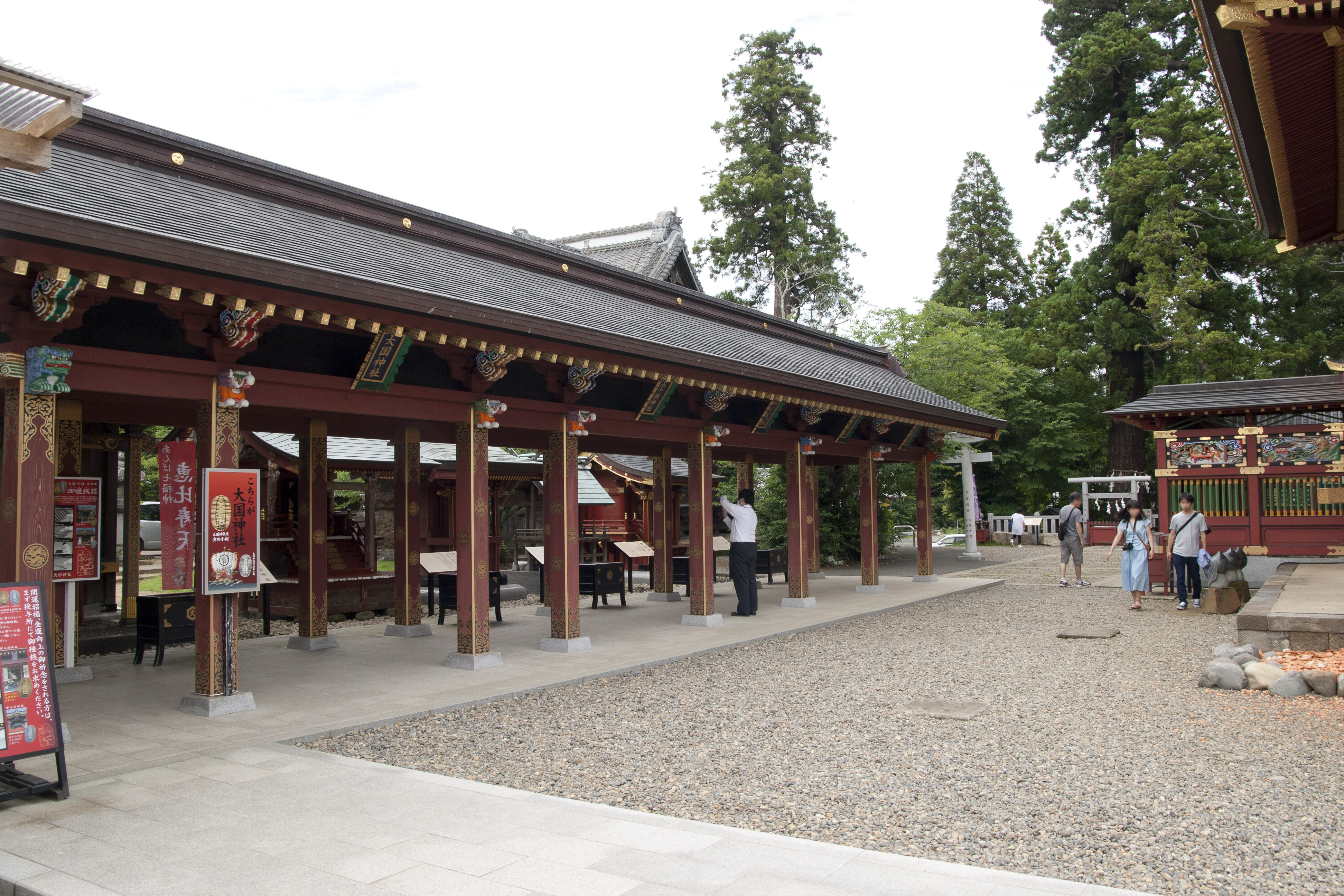
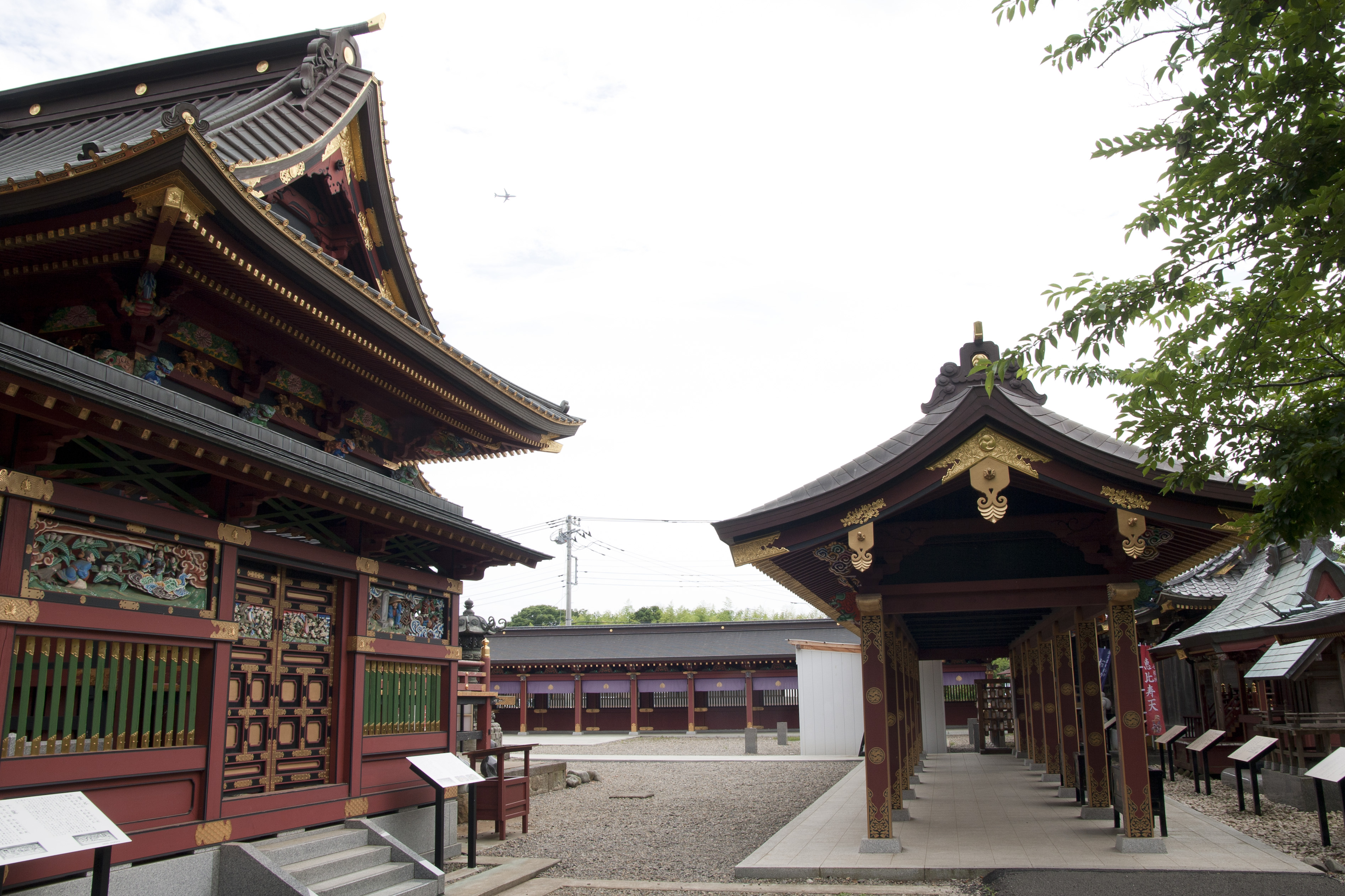
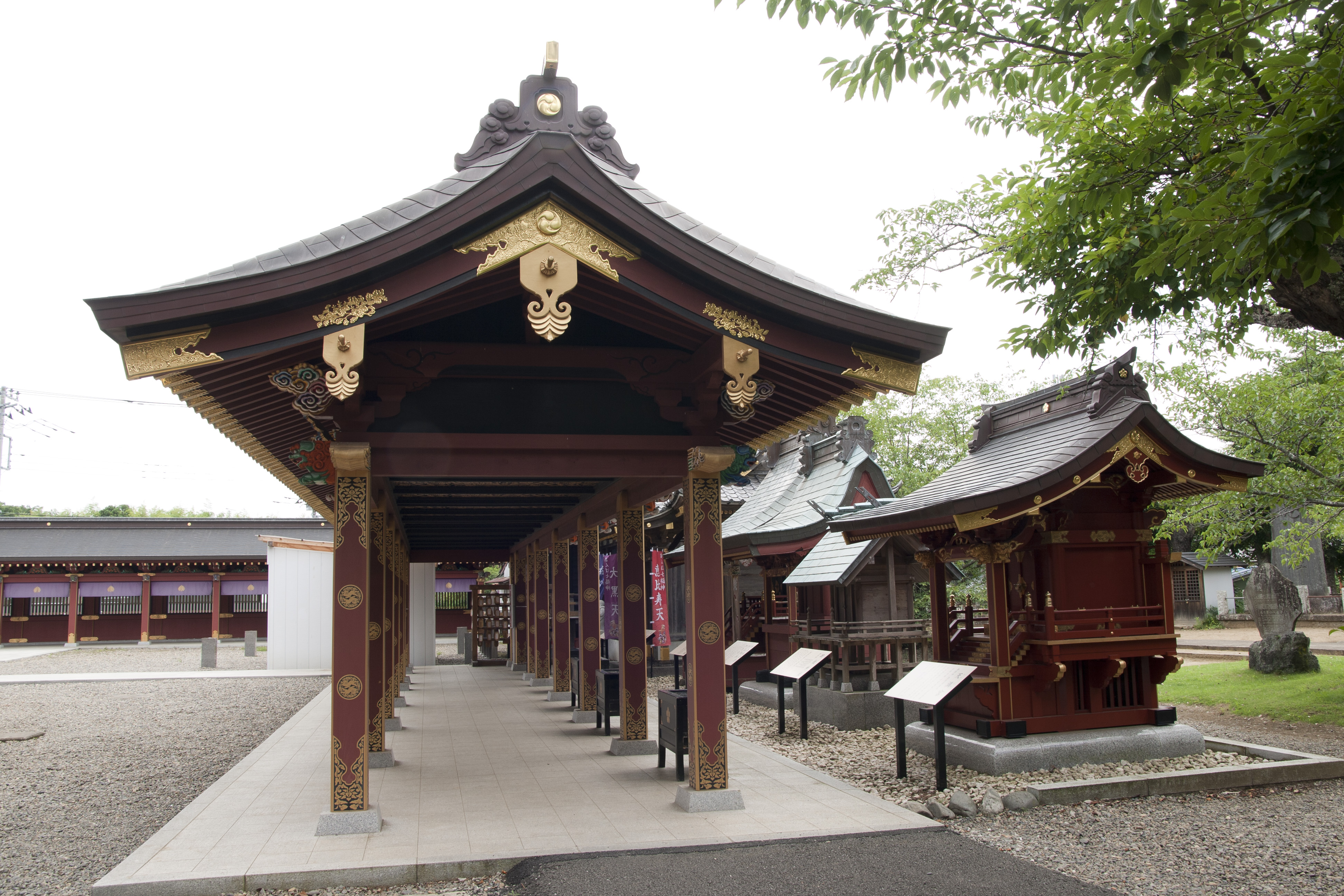
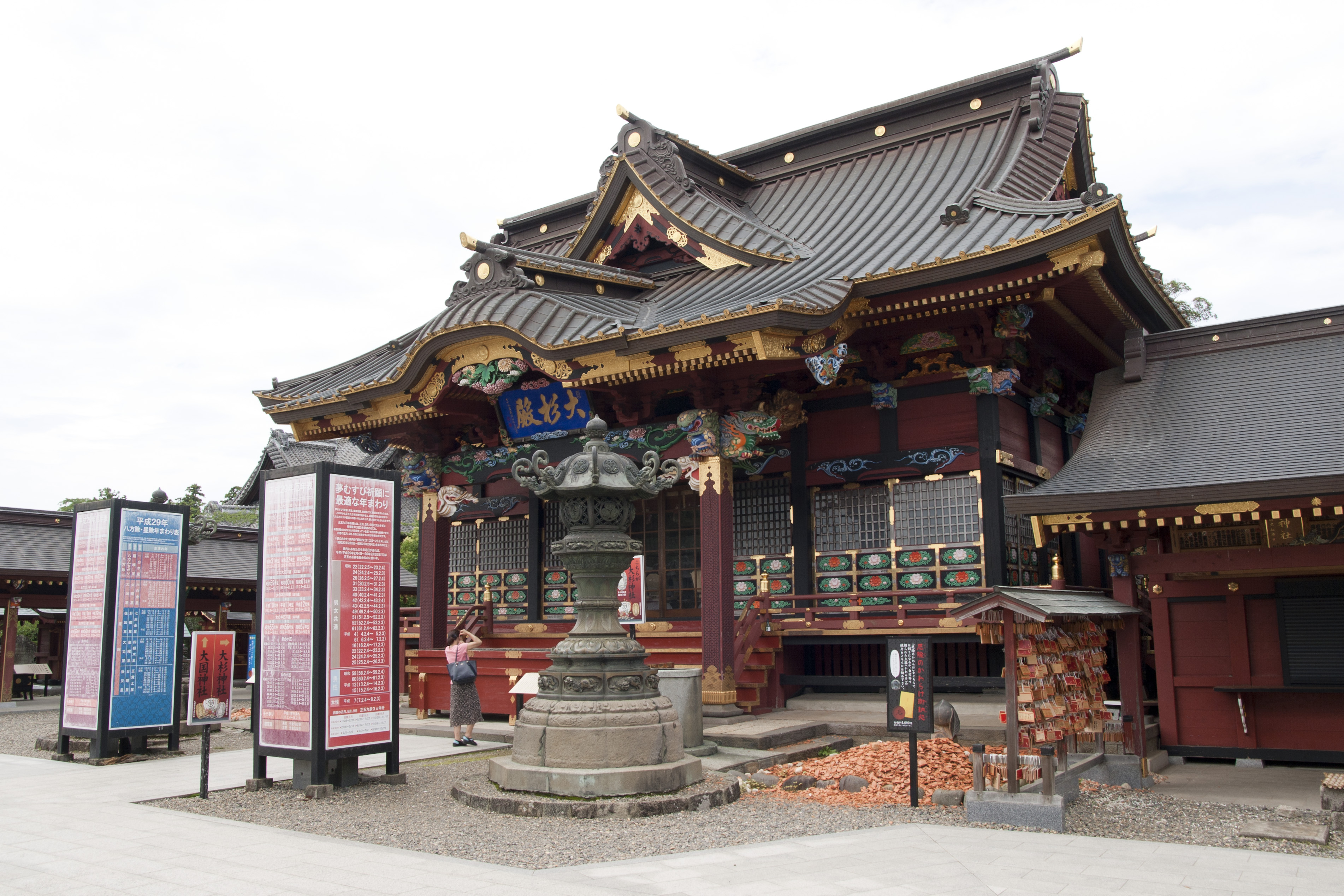
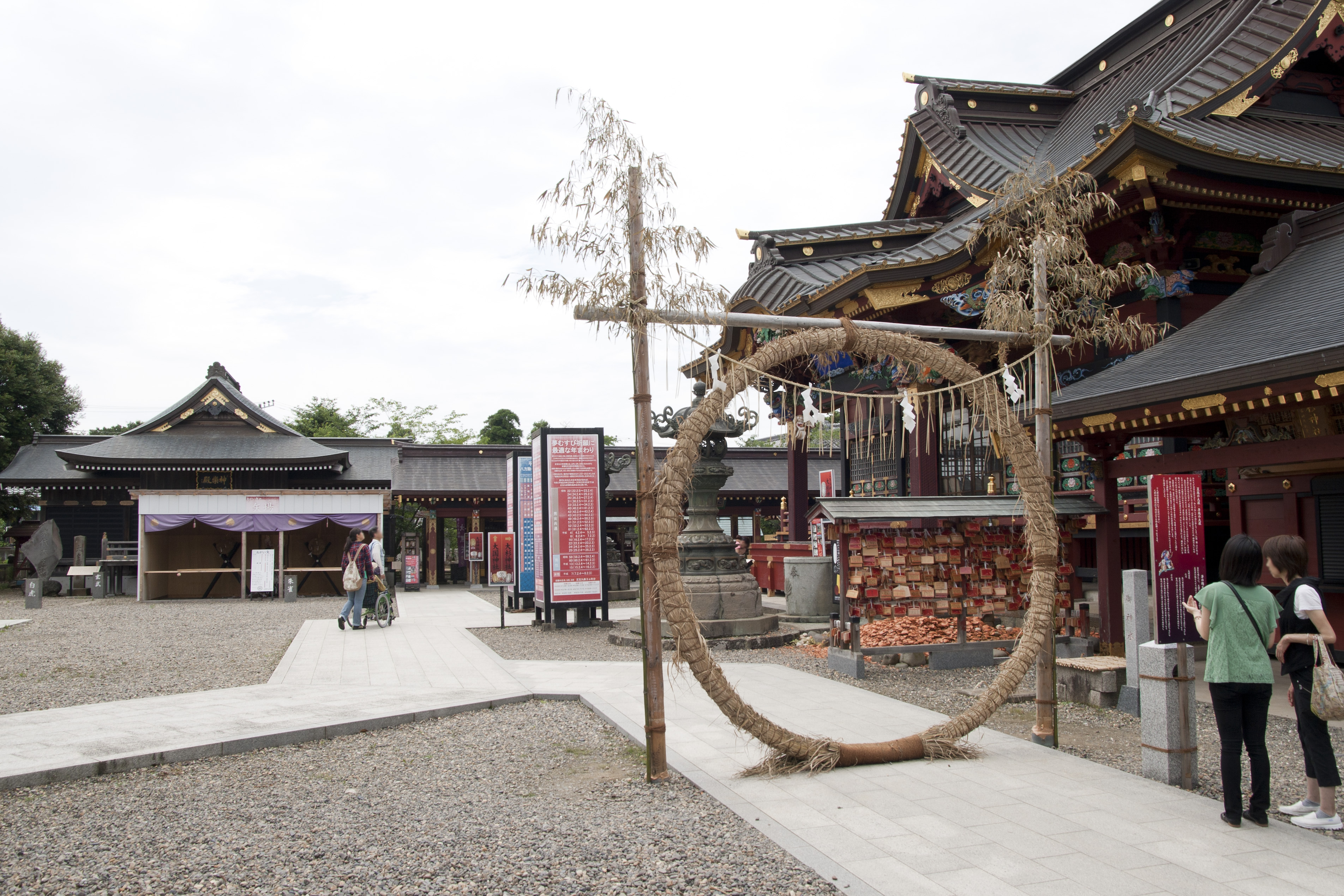
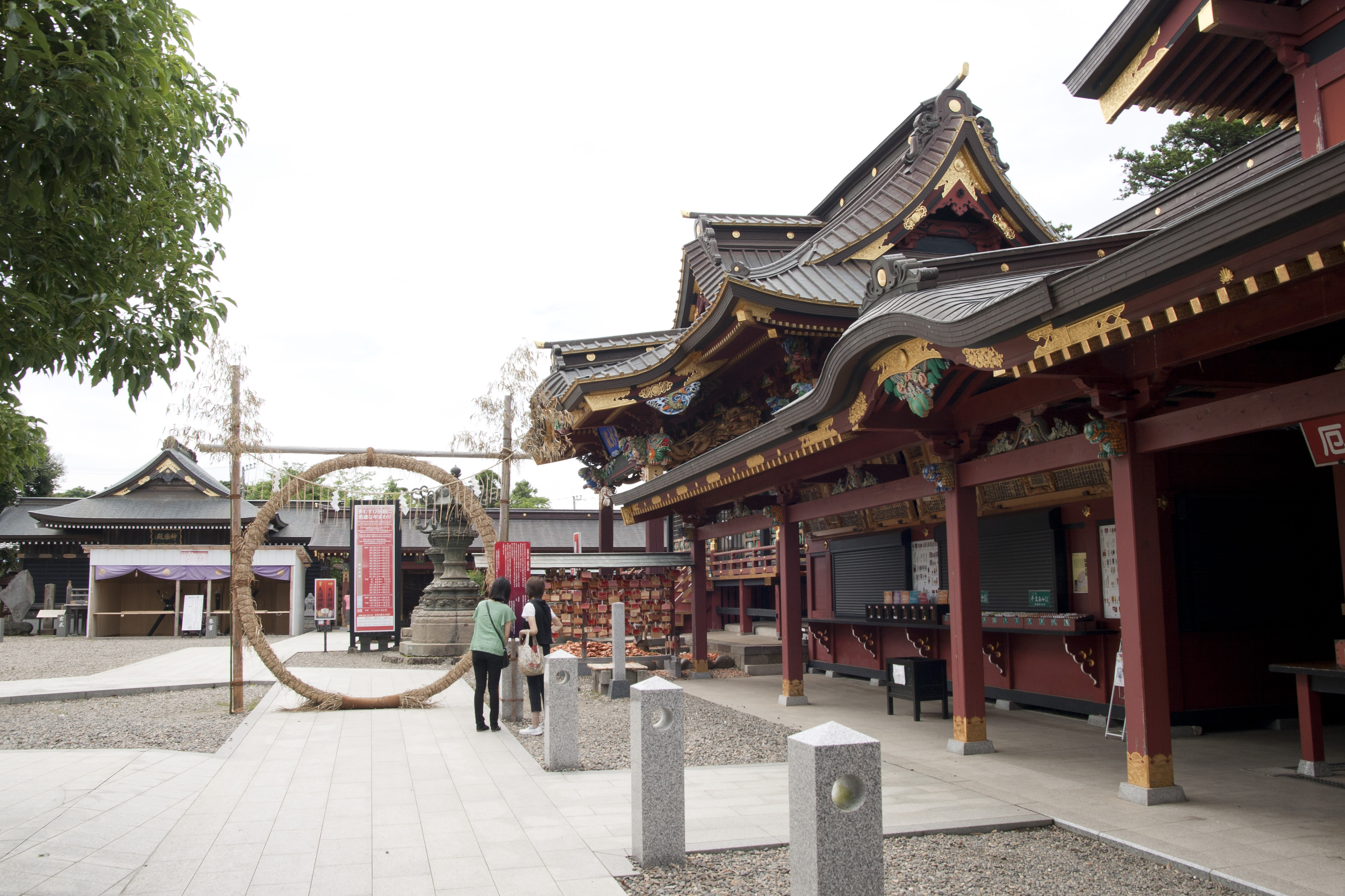
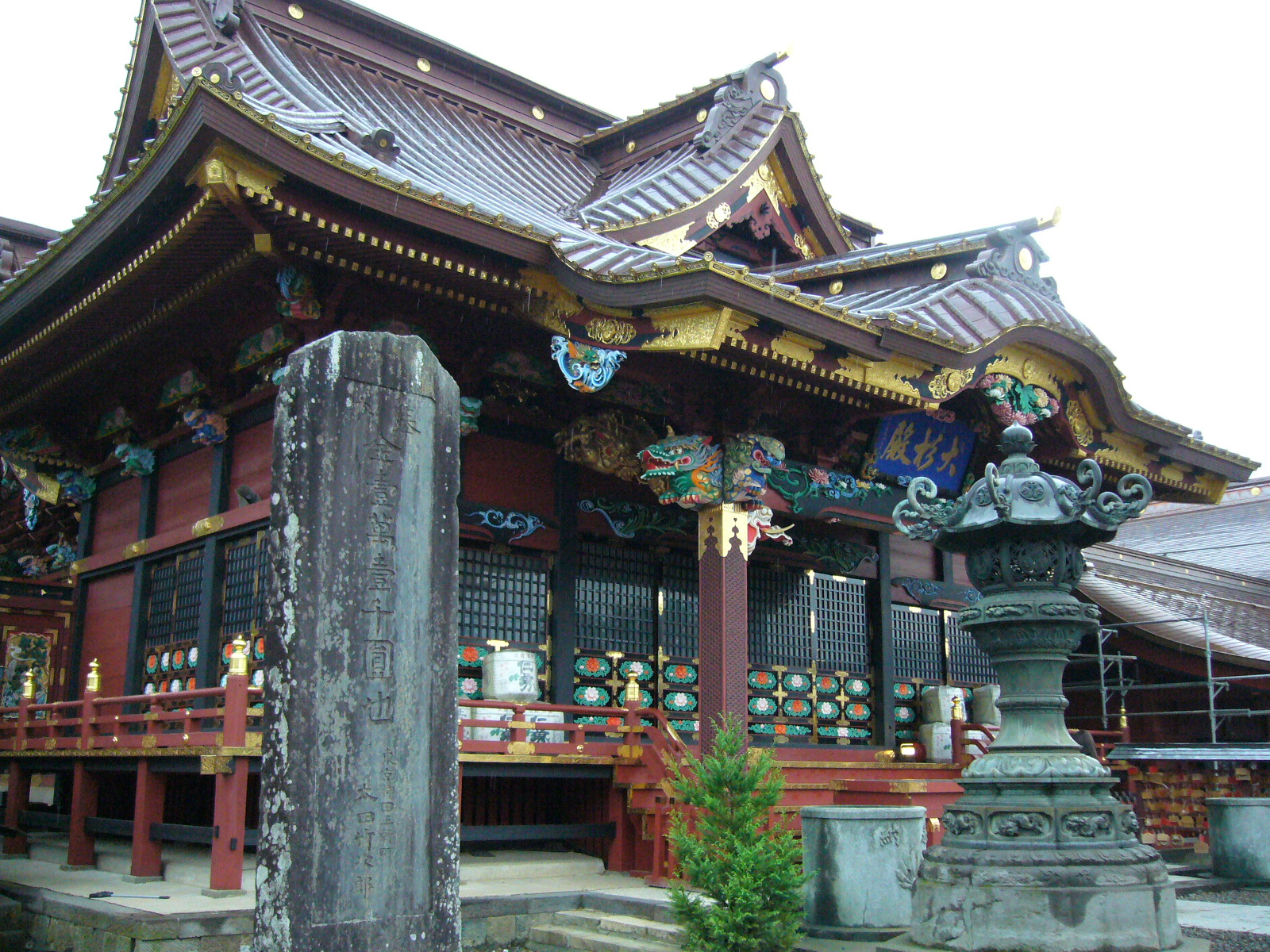

## Voir également
- Liste des sanctuaires